# Emblyna serena
Emblyna serena är en spindelart som först beskrevs av Chamberlin och Willis J. Gertsch 1958.  Emblyna serena ingår i släktet Emblyna och familjen kardarspindlar. Inga underarter finns listade i Catalogue of Life.